# 五大书记
五大书记是指中华人民共和国成立前后，位处当时中国共产党最高权力核心中央书记处的五位主要领导人，是第一代领导集体的重要成员。1945年召开的中共七大决定不设立中央政治局常务委员会，中央书记处取而代之成为最高决策机构。时任中央书记处主席毛泽东在会上当选中央委员会主席，正式成为中共最高领导人。
七大书记处的成员包括毛泽东、刘少奇、周恩来、朱德、任弼时五位书记和陈云、彭真两位候补书记。1950年任弼时逝世后陈云被增补为正式书记，组成新的五大书记。1956年召开的中共八大决定重新设立中央政治局常务委员会，并选举原来的五大书记为政治局常委，其中毛泽东再当选中央委员会主席，其余四位当选副主席。他们与同期当选为中央政治局常委兼中央书记处总书记的邓小平和1958年在八届五中全会增补为中共中央副主席的林彪一起，构成了以“毛刘周朱陈林邓”为主要成员的中共第一代中央领导集体，并一直维持到文革开始。

## 成员
1. 毛泽东（1945－1956）
2. 刘少奇（1945－1956）
3. 周恩来（1945－1956）
4. 朱　德（1945－1956）
5. 任弼时（1945－1950） → 陈　云（1950－1956）

## 肖像

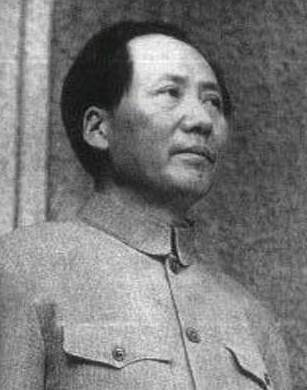
毛泽东
刘少奇
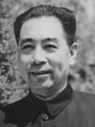
周恩来
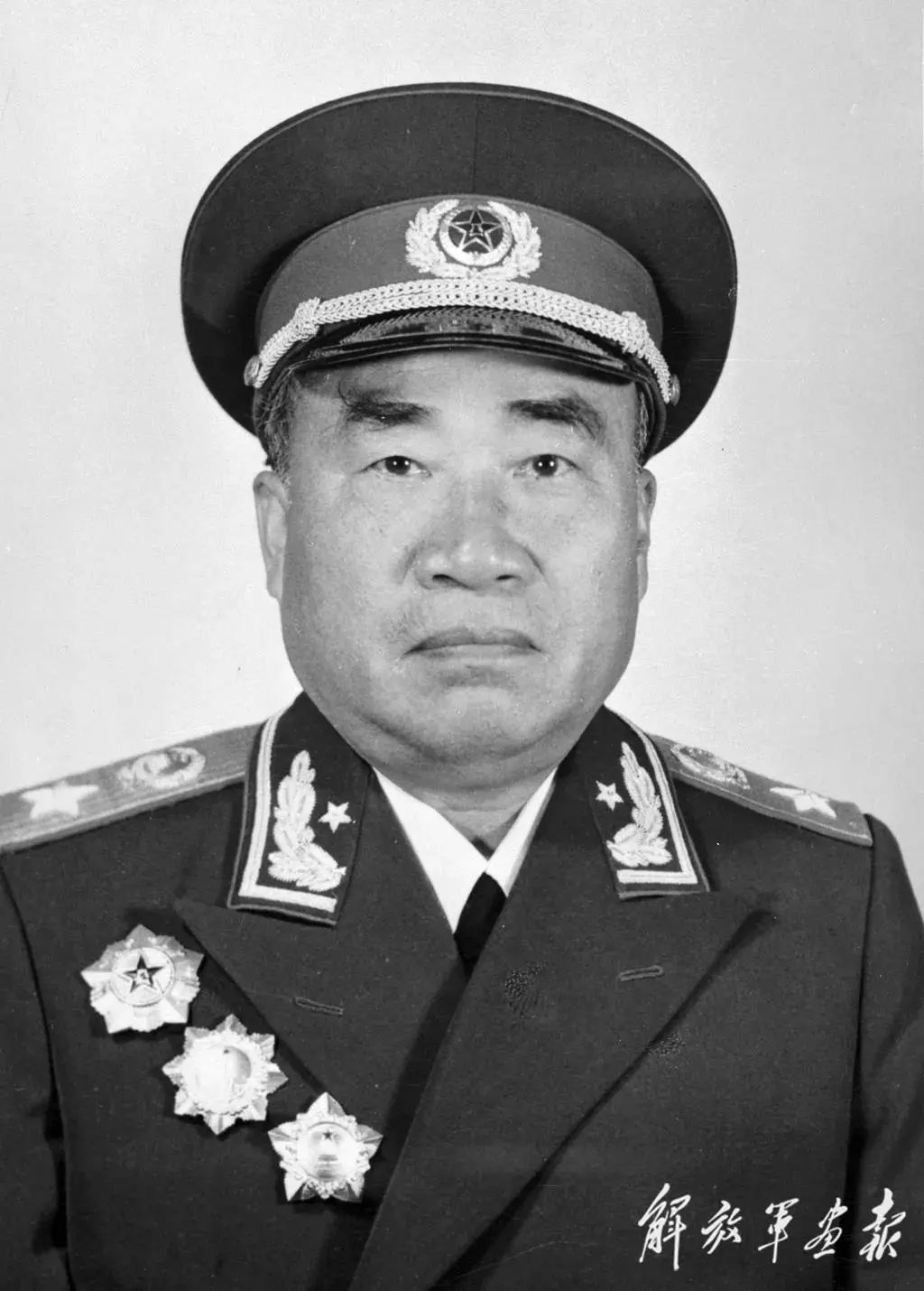
朱德
任弼时